# Helotes (Texas)
Helotes es una ciudad ubicada en el condado de Béxar en el estado estadounidense de Texas. En el Censo de 2010 tenía una población de 7.341 habitantes y una densidad poblacional de 431,08 personas por km².

## Visión de conjunto

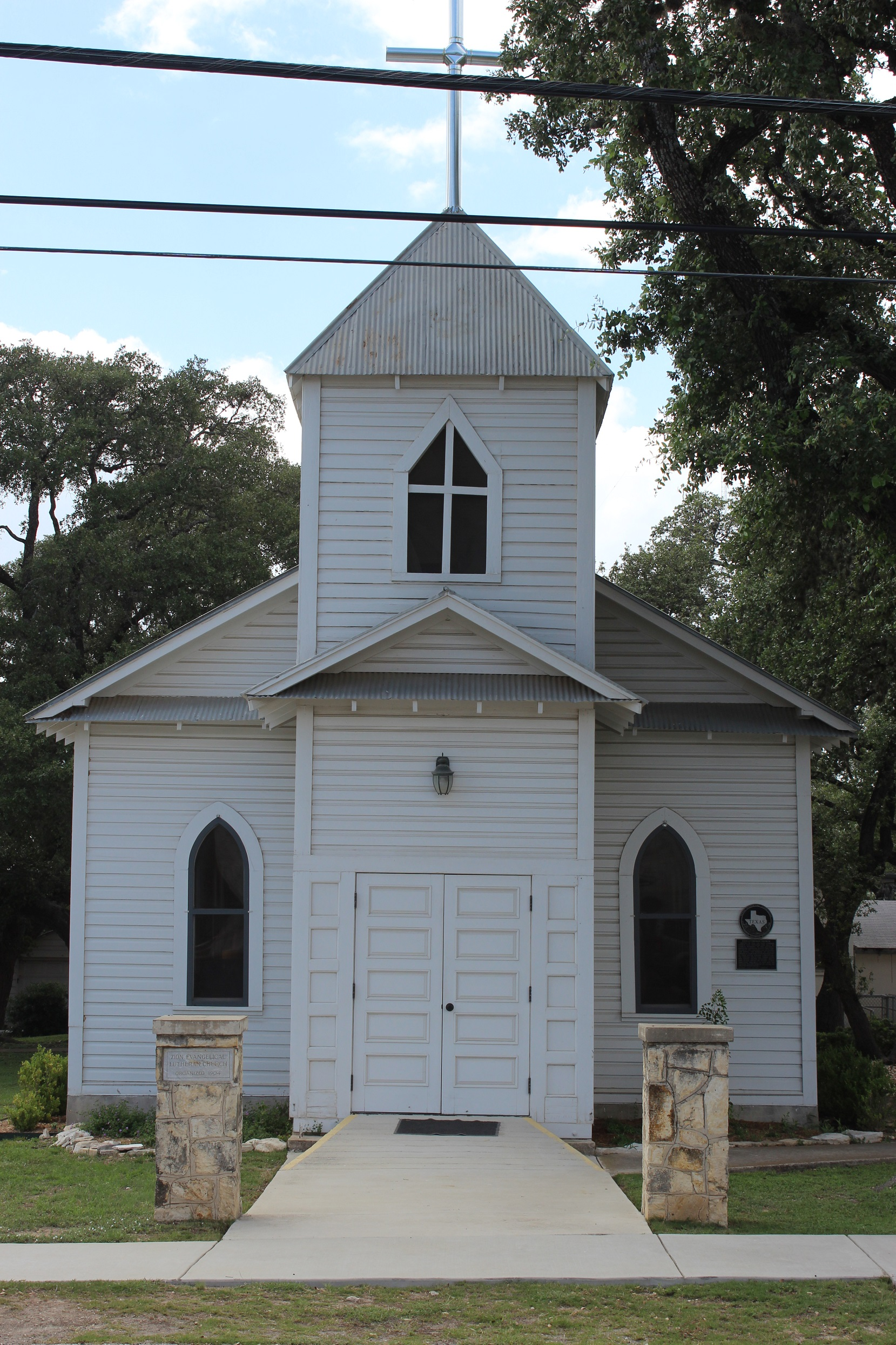
Iglesia Luterana de Sión en Helotes, designada como Monumento Histórico Registrado de Texas en 1997.

En el centro renovado de Helotes se encuentran las siguientes tiendas y áreas de restauración: John T. Floore's Country Store, All That Glitters, L&M Feed and Supply, Mander Automotive Service, First Baptist Church of Helotes, Elf Hardware, Helotes Tactical Firearms, Helotes Creek Winery y El Chaparral Mexican Restaurant.

## Geografía
Helotes se encuentra ubicada en las coordenadas 29°34′9″N 98°41′37″O / 29.56917, -98.69361. Según la Oficina del Censo de los Estados Unidos, Helotes tiene una superficie total de 17.03 km², de la cual 17.02 km² corresponden a tierra firme y (0.06%) 0.01 km² es agua.

## Demografía
Según el censo de 2010, había 7.341 personas residiendo en Helotes. La densidad de población era de 431,08 hab./km². De los 7.341 habitantes, Helotes estaba compuesto por el 86.77% blancos, el 2.7% eran afroamericanos, el 0.38% eran amerindios, el 4.05% eran asiáticos, el 0.05% eran isleños del Pacífico, el 3.26% eran de otras razas y el 2.79% pertenecían a dos o más razas. Del total de la población el 31.79% eran hispanos o latinos de cualquier raza.

## Educación
El Distrito Escolar Independiente de Northside gestiona las escuelas públicas que sirven a la ciudad.
Escuelas primarias:
- Charles L. Kuentz, Jr. Elementary School (Helotes)
- Helotes Elementary School (Helotes)

Escuelas secundarias:
- Hector Garcia Middle School (San Antonio)
- Wallace B. Jefferson Middle School (San Antonio)
- Folks Middle School (San Antonio)

Escuela preparatoria:
- Sandra Day O'Connor High School (Helotes)[11]